# Khon Kaen
Khon Kaen, (en tailandès: ขอนแก่น), és una ciutat de Tailàndia. Es troba al nord-oest del territori del Isaan, a l'altiplà de Khorat i a la provincia de Khon Kaen i és la capital d'aquesta i del districte del mateix nom. L'àrea municipal de Khon Kaen té una població de 140,000 habitants segons el cens del 2006. Khon Kaen és el centre industrial de la zona. Tradicionalment la indústria de la seda ha tingut una importància especial. També és un centre per a la distribució dels productes agrícoles de la regió. Hi ha dos universitats i un aeroport. La carretera que va de Bangkok a Vientiane passa a la vora de Khon Kaen. Khon Kaen té temples budistes importants, un d'ells amb una gran stupa daurada que es veu de lluny. Hi ha un llac molt gran al costat de la ciutat que és un lloc de lleure per a la gent local. Hi ha barquetes i pedalós, així com llocs per fer pícnics i practicar esports als voltants de l'estany.

## Galeria fotogràfica

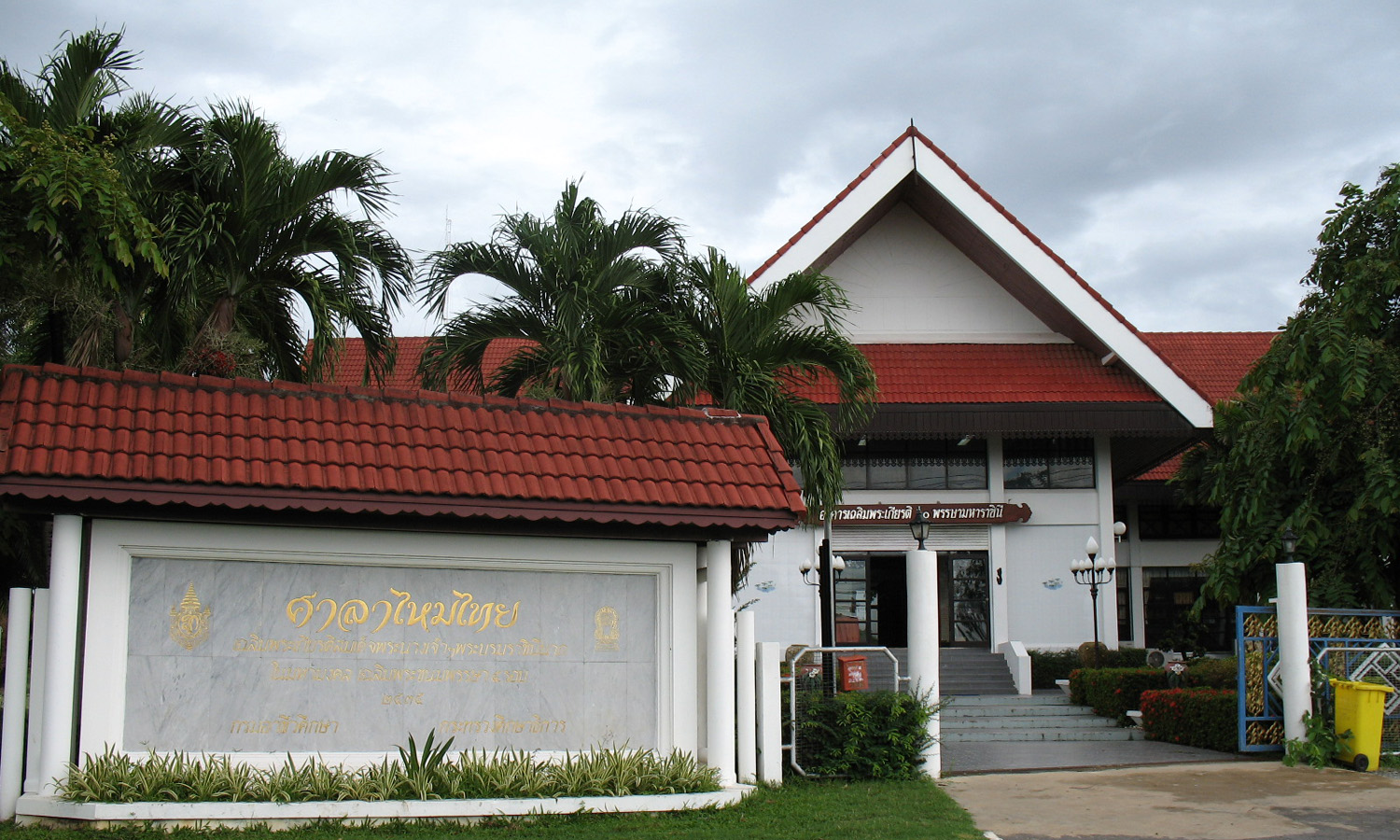
Centre de la indústria de la seda a Khon Kaen.
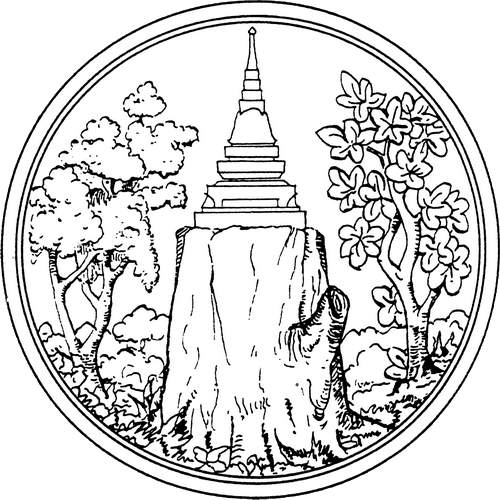
Escut municipal de Khon Kaen.
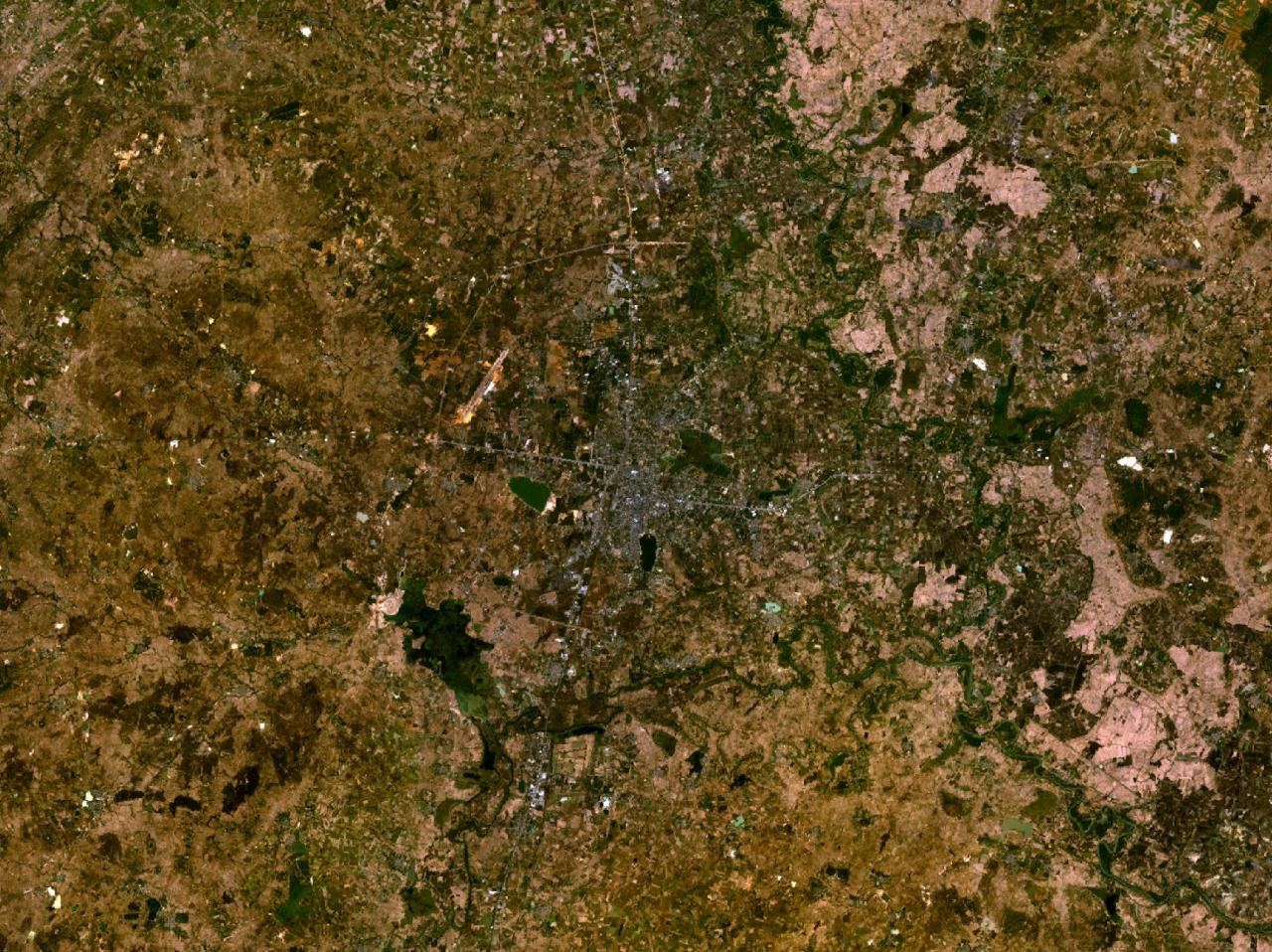
Khon Kaen vista des de l'aire amb el llac a baix a l'esquerra.